# Machine Gun Etiquette
Az 1979-es Machine Gun Etiquette a The Damned harmadik nagylemeze. Brian James nélkül a dalszerzés demokratikusabb lett, a punk, a pszichedelikus rock és a pop műfajok sajátos elegyét hozva ezzel létre. A Machine Gun Etiquette-et széles körben az együttes egyik legjobb albumának tartják, míg mások a legjobbnak nevezik. Szerepel az 1001 lemez, amit hallanod kell, mielőtt meghalsz című könyvben.

## Az album dalai
|     | Cím                         | Szerző(k)                                                           | Hossz |
| --- | --------------------------- | ------------------------------------------------------------------- | ----- |
| 1.  | Love Song                   | Captain Sensible, Rat Scabies, Dave Vanian, Algy Ward               | 2:21  |
| 2.  | Machine Gun Etiquette       | Captain Sensible, Scabies, Vanian, Ward                             | 1:48  |
| 3.  | I Just Can't Be Happy Today | Captain Sensible, Scabies, Vanian, Ward                             | 3:42  |
| 4.  | Melody Lee                  | Captain Sensible, Scabies, Vanian, Ward                             | 2:07  |
| 5.  | Anti-Pope                   | Captain Sensible, Scabies, Vanian, Ward                             | 3:21  |
| 6.  | These Hands                 | Captain Sensible, Scabies, Vanian, Ward                             | 2:03  |
| 7.  | Plan 9 Channel 7            | Captain Sensible, Scabies, Vanian, Ward                             | 5:08  |
| 8.  | Noise, Noise, Noise         | Captain Sensible, Scabies, Vanian, Ward                             | 3:10  |
| 9.  | Looking at You              | Michael Davis, Wayne Kramer, Fred Smith, Dennis Thompson, Rob Tyner | 5:08  |
| 10. | Liar                        | Captain Sensible, Scabies, Vanian, Ward                             | 2:44  |
| 11. | Smash It Up (Part 1)        | Captain Sensible, Scabies, Vanian, Ward                             | 1:59  |
| 12. | Smash It Up (Part 2)        | Captain Sensible, Scabies, Vanian, Ward                             | 2:53  |

## Közreműködők
- Dave Vanian – ének
- Captain Sensible – gitár, billentyűk, vokál
- Rat Scabies – dob, vokál
- Algy Ward – basszusgitár, vokál